# Rob Dyrdek
Robert Stanley Dyrdek, detto Rob (Kettering, 28 giugno 1974), è uno skater e produttore televisivo statunitense.
È principalmente conosciuto per i suoi ruoli nei reality show Rob & Big, Rob Dyrdek's Fantasy Factory e Ridiculousness.

## Carriera

### Skateboarding
Nato a Kettering il 28 giugno 1974, entrò nello sport da bambino e cominciò a praticare skate all'età di 11 anni quando ricevette il suo primo skateboard dallo skater professionista Neil Blender. All'età di 12 anni, ottenne la sponsorizzazione da parte della stessa compagnia di Blender, per iniziare la sua carriera nello skateboard. Pochi anni dopo, Dyrdek e Blender abbandonarono il loro sponsor e ne crearono uno proprio, l'Alien Workshop.
All'età di 16 anni, decise di rinunciare al suo ultimo anno di liceo per trasferirsi nella California meridionale e proseguire la sua carriera da skater professionista: poco dopo lo spostamento entrò a far parte della Droors Abbigliamento (ora conosciuta come DC Shoes), dove iniziò la sua carriera da imprenditore attraverso il design di scarpe. I cugini di Dyrdek, Christopher "Drama" Pfaff e Scott "Big Cat" Pfaff (fratello maggiore Drama) hanno fatto parte dei reality show, Rob & Big e Rob Dyrdek's Fantasy Factory.

### Televisione
Dyrdek recitò inizialmente in un reality show su MTV, intitolato Rob & Big (andato in onda dal novembre 2006 all'aprile 2008), con il suo migliore amico Christopher "Big Black" Boykin, il quale abbandonò lo show dopo tre stagioni a causa della nascita di sua figlia. Nel febbraio 2009 andò in onda il reality Rob Dyrdek's Fantasy Factory, con Rob Dyrdek e il suo intero Staff. Il "Fantasy Factory" è un magazzino che Dyrdek utilizzò per le sue iniziative imprenditoriali, contenente anche all'interno una grande pista di skateboard, con garage e numerosi canestri. Rob ha anche costruito l'"Hands of God", uno studio musicale per suo cugino "Drama" Pfaff. Durante la prima stagione costruì la sua prima pista da skate e alla sua apertura, assieme al sindaco Antonio Villaraigosa, guidò lo skate più grande del mondo. Dyrdek fece un film nel 2009 intitolato Street Dreams.

## Record
Nel 2007, durante le registrazioni di Rob & Big, Rob Dyrdek ha stabilito ventuno record con lo skateboard ufficialmente riconosciuti dal Guinness dei primati, alcuni dei quali sono stati poi superati.
Ad oggi detiene i seguenti record:
- Maggior numero di 360° kickflips in un minuto: 12
- Maggior numero di Heel flips in un minuto: 15
- Maggior numero di Nollie kickflips in un minuto: 22
- Maggior numero di Ollie big spins in un minuto: 12
- Maggior numero di Switch frontside kickflips in un minuto: 9
- Maggior numero di Front-side ollies consecutivi: 46
- Maggior numero di Nollie kickflips consecutivi: 73
- Maggior numero di Ollies consecutivi: 215
- Stationary manual più duraturo: 49 secondi
- 50-50 rail grind più lungo: 30.62 metri
- Board slide più lungo: 30.62 metri
- Salto su una rampa più lungo (in acqua): 3.29 metri